# UTC+11
UTC+11 je vremenska zona koja se koristi:

## Standardno vrijeme (cijela godina)
- Mikronezija
  - Kosrae, Pohnpei i okolna područja
- Nova Kaledonija
- Solomonski Otoci
- Vanuatu
- Rusija
  - Primorski kraj   (uključujući Vladivostok)
  - Sahalin
  - Habarovski kraj
  - Jakutska  (centralni dio)

## Južna hemisfera - kao ljetno vrijeme
- Australija (Australsko istočno dnevno vrijeme)
  - Teritorij australskog glavnog grada
  - Novi Južni Wales (osim Broken Hilla; ali uključujući Otok Lord Howe, koji je UTC+10:30 zimi)
  - Tasmanija
  - Victoria

## Vanjske poveznice
- Gradovi u vremenskoj zoni UTC+11